# Abbas III
Abbas III Shāh Safav (in persiano شاه عباس سوم‎; anche conosciuto come Sahib-i-Qiran; Quchan, gennaio 1732 – Sabzevar, febbraio 1740) fu scià di Persia (1732–36), l'ultimo della dinastia dei Safavidi.

## Biografia
Figlio dello scià Tahmasp II e di Shahpari Begum, dopo la deposizione del genitore ad opera di Nadir Khan (futuro Nadir Shah) il piccolo Abbas venne nominato sovrano nominale della Persia il 7 settembre 1732. Nadir Khan, che era il reale governante del paese, assunse la posizione di viceré e rappresentante dello stato per conto del giovane principe. Abbas III fu deposto nel marzo del 1736, quando lo stesso Nadir si autoproclamò scià. Questo atto segnò la fine della dinastia dei Safavidi. Abbas, come suo padre, fu recluso nella prigione di Sabzevar, Khorasan.
Nel 1738, Nadir Shah portò avanti una campagna militare in Afghanistan ed in India, lasciando suo figlio Reza Qoli Mirza a reggere il regno in sua assenza. Giuntagli notizia della morte di suo padre, Reza iniziò ad organizzare i preparativi per la sua successione. Secondo un "racconto autorevole", Mohammed Hosein Khan Qajar, che era stato incaricato di sorvegliare Abbas e suo padre durante la loro prigionia, consigliò Reza di uccidere sia Tahmasp che suo figlio perché se la notizia fosse giunta al popolo, questo si sarebbe ribellato e avrebbe finito per liberare l'ex scià e riportarlo sul trono.
Mohammed Hosein strangolò Tahmasp e uccise il giovane Abbas e suo fratello Ismail. Secondo Michael Axworthy, la data di tali eventi è da ritenersi tra il maggio ed il giugno del 1739. Altre fonti (Encyclopaedia Iranica, Lockhart) suggeriscono che si siano svolti nel febbraio del 1740.